# 小行星1504
小行星1504（1504 Lappeenranta）是一颗围绕太阳公转的小行星。1939年3月23日，利斯·奧特瑪在图尔库发现了此天体。
該小行星以芬蘭的城市拉彭蘭塔命名。
这颗小行星的绝对星等为50.82607269974669等。